# تكنة (مجاط)
تكنة هي إحدى مشيخات المملكة المغربية، تتبع جغرافيا لإقليم شيشاوة وإداريًا لمجاط. يقدر عدد سكانها بـ 6018 نسمة حسب الإحصاء الرسمي للسكان والسكنى لسنة 2004.